# Puma Air Linhas Aéreas
A Puma Air foi uma empresa aérea brasileira com sede em Belém.

## História
A Puma Air foi uma empresa com sede na cidade de Belém do Pará, fundada em 2002, a Puma Air começou como operadora charter e táxi aéreo. Inicialmente a empresa operou voos regulares em cidades do interior do Pará, Amapá e Maranhão, com um Embraer 120. A companhia aérea tinha o objetivo de alçar um voo mais alto, com a incorporação de jatos. No entanto, devido às sérias dificuldades que a empresa vinha enfrentando, decidiu por suspender suas atividades regulares temporariamente em 2008, e voltou ao mercado após grandes investimentos em treinamento, pessoal e aeronaves.

## O retorno da Companhia Aérea

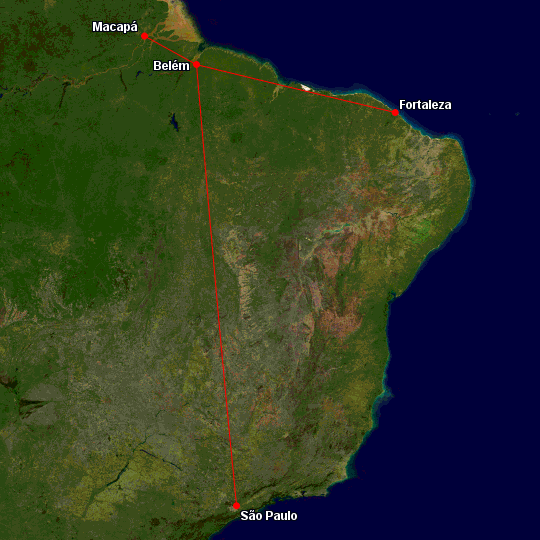
Rotas operadas pela Puma Air com o Boeing 737-300

A Puma Air voltou a operar em 2010 voos regulares em Belém, Macapá, Fortaleza e São Paulo (Guarulhos), com uma aeronave Boeing 737-300 vinda da GOL VARIG Linhas Áereas e depois da BRA, para 132 passageiros, além de contar com lojas próprias em ambos os destinos.  A volta da companhia ao mercado brasileiro em meados de abril foi realizado com um voo de São Paulo para Belém, com a presença da então governadora do Estado Ana Júlia Carepa. Houve uma breve cerimônia de batismo da aeronave pelo Corpo de Bombeiros, do aeroporto de Guarulhos, para marcar o início dos trabalhos da empresa no país.
Quando a Puma Air completou 1 ano depois de suas operações, a companhia aérea sofreu uma crise, houve uma paralisação de seus voos por um tempo indeterminado, depois de várias contestações e aparições em noticiários, a Puma Air anunciou em seu site e por meio da imprensa que voltaria renovada em julho de 2011.
No dia 1 de julho de 2011, a companhia aérea solicitou a exclusão dos voos em Fortaleza e São Paulo, e com uma nova pintura, no mesmo dia solicitou 3 operações diárias para Santarém, Marabá e uma nova frequência para Macapá, além das que já possuía, tornando-se assim uma companhia aérea de caráter regional. Entretanto nunca chegou a operar tais frequências.

## O fim
Sua única aeronave, o PR-PUA (Ex PR-GLK) está desde julho de 2011, parada no Aeroporto de Val-de-Cans (BEL), em Belém/PA. Desde que o contrato de aluguel da aeronave com a Gol Linhas Aéreas acabou, aeronave permaneceu no local onde está estacionada desde 2011 e no momento se encontra em um estado de total deterioração.
Sua outra aeronave, o PR-PUB (Ex PR-GLE) nem chegou a voar para Belém. Ficou parada no aeroporto de Miami e não foi utilizada na frota da Puma Air.
Em agosto de 2011 encerrou o contrato de formação de pilotos e comissários junto à Flex Aviation Center e em setembro devolveu os espaços que ocupava nos aeroportos de Belém, Fortaleza e Guarulhos.
Em janeiro, a empresa teve o seu Hangar em Belém lacrado por oficiais de justiça e em 8 de fevereiro de 2012, teve sua falência decretada. As dívidas que a Puma Air deixou beiram os R$300mil.

## Frota
Em setembro de 2011, da Puma que incluia as seguintes aeronaves: